# Конвой Балікпапан – Трук (29.12.43 – 10.01.44)
Конвой Балікпапан — Трук (29.12.43 — 10.01.44) — японський конвой часів Другої світової війни, проведення якого відбувалось у грудні 1943 — січні 1944.
Вихідним пунктом конвою був один з головних центрів нафтовидобувної промисловості Південно-Східної Азії Балікпапан, розташований на східному узбережжі острова Борнео. Пунктом призначення став атол Трук у центральній частині Каролінських островів, де до лютого 1944-го були головна база японського ВМФ в Океанії та транспортний хаб, що забезпечував постачання Рабаула (головна передова база в архіпелазі Бісмарка, з якої провадились операції на Соломонових островах та сході Нової Гвінеї).
До складу конвою, який рушив у море 29 грудня 1943-го, увійшли танкери «Фуджісан-Мару», «Акебоно-Мару» і «Сінкоку-Мару» (Shinkoku Maru), тоді як охорону первісно забезпечував сторожовий корабель PB-102 (колишній американський есмінець USS Stewart, що був затоплений у Сурабаї в початковий період війни). 2 січня 1944-го PB-102 відокремився, після чого танкери певний час йшли самостійно (через нестачу ескортних кораблів японські танкери, що зазвичай мали швидкість вищу від простих вантажних суден, часто виконували рейси без ескорту). Сам PB-102 узяв під охорону конвой з Труку до Сурабаї (центр нафтовидобувної промисловості на сході острова Ява), що раніше йшов з есмінцем «Хаянамі».
Вночі 3 січня 1944-го у Філіппінському морі за три з половиною сотні кілометрів на схід від острова Мінданао американський підводний човен USS Raton атакував конвой, орієнтуючись на дані радара, при цьому, за доповіддю командира субмарини, три з шести торпед залпу влучили в ціль. «Акебоно-Мару» дійсно був уражений, проте зазнав лише середніх пошкоджень і зміг продовжити похід. За вісім годин після нападу до танкерів прибули на допомогу есмінці «Хаянамі» та «Юдзукі», при цьому «Хаянамі» узявся за супровід «Акебоно-Мару», що дещо відстало від інших суден. Втім, 4 січня всі вони прибули на Палау — це важливий транспортний хаб на заході Каролінських островів.
5 січня 1944-го всі три танкери та «Юдзукі» полишили Палау («Хаянамі» також певний час супроводжував їх, проте 12 січня він уже зустрічав черговий конвой з Балікпапану західніше від Палау). Подальший перехід пройшов без ускладнень і 10 січня конвой прибув на Трук.